# Коротченка
Коротченка — житловий масив у південній частині міста Первомайська Миколаївської області в Україні.
Будівництво масиву на початку 60-х років XX століття пов'язане з формуванням у місті ракетного з'єднання РВСП Радянської Армії.
Масив забудований 5-10 поверховими багатоквартирними житловими будинками типової серії. 
У середовищі місцевої молоді на початку 70-х років минулого сторіччя отримав сленгову назву "Сотки", пов'язану з будівництвом, на той час, у мікрорайоні виключно 100-квартирних житлових будинків.
Вигідне розташування мікрорайону Коротченка на перетині транспортних магістралей обумовило розвиток торгової та транспортної інфраструктури. У мікрорайоні функціонують загальноосвітня школа, декілька дитячих дошкільних закладів, дитяча поліклініка, центральний офіс філії Центрального музею Збройних Сил України — Музей ракетних військ стратегічного призначення. На території мікрорайону розташований єдиний у місті постійно діючий ринок, гіпермаркети мереж “Епіцентр”, “33 квадратних метри”, супермаркет “АТБ”.  В останні роки побудовано декілька церков.
Названо на честь Д. С. Коротченка, який працював у Первомайську у 1920-х роках.